# Лонтчин
Лонтчин (пол. Łątczyn) — село в Польщі, у гміні Трошин Остроленцького повіту Мазовецького воєводства.
Населення — 375 осіб (2011).
У 1975-1998 роках село належало до Остроленцького воєводства.

## Демографія
Демографічна структура станом на 31 березня 2011 року:
|          | Загалом | Допрацездатний вік | Працездатний вік | Постпрацездатний вік |
| -------- | ------- | ------------------ | ---------------- | -------------------- |
| Чоловіки | 189     | 37                 | 125              | 27                   |
| Жінки    | 186     | 53                 | 90               | 43                   |
| Разом    | 375     | 90                 | 215              | 70                   |